# Synallaxis cherriei
Synallaxis cherriei là một loài chim trong họ Furnariidae.